# Assedio di Port-au-Prince (1793)
L’assedio di Port-au-Prince del 1793 fu un episodio della rivoluzione haitiana.

## La ribellione dei coloni
Il 25 gennaio 1793, un gruppo di coloni guidati da Borel, si rivoltarono contro i commissari francesi Sonthonax e Polverel. Tra i coloni figuravano anche i cosiddetti grands blancs ovvero realisti e ricchi proprietari di schiavi, oltre ai peties blancs, coloni repubblicani di condizioni modeste o addirittura povere, che si opposero al governo francese facendo opposizione comune coi mulatti e con le gens de couleur libres. I coloni armarono i loro schiavi e si allearono coi soldati del régiment d'Artois che disertarono la fazione repubblicana occuparono Port-au-Prince. Gli insorgenti inviarono un corriere a Londra con lo scopo di consegnare la loro terra nelle mani del Regno di Gran Bretagna in cambio della conservazione delle loro leggi.

## L'assedio
Le truppe fedeli ai commissari francesi erano comandate dai generali Lassale, europeo, e Beauvais, mulatto, e si posero dunque l'obbiettivo di assediare Port-au-Prince. Per parte loro, i rappresentanti Sonthonax e Polverel posero la loro base al porto di Saint-Marc, prendendo il controllo delle navi da guerra della marina francese che si trovavano ancorate al porto locale. Il 12 aprile le forze dei commissari lanciarono un attacco generale via mare e via terra in contemporanea. Le navi dei commissari vennero gravemente danneggiate dai cannoneggiamenti dei ribelli e scoppiò addirittura un incendio a bordo.
Nel corso dell'intenso bombardamento vennero sparati dai 4000 ai 5000 colpi, e Port-au-Prince capitolò il 14 aprile 1793. Borel, capo degli insorgenti, fuggì in Giamaica, i suoi schiavi vennero disarmati e tornarono alle loro piantagioni · .